# Carlo Biotti
Carlo Biotti (* 5. Juni 1901 in Mailand; † 10. Dezember 1977 in Alassio) war ein italienischer Jurist, Vorsitzender Richter am Tribunale von Mailand, daneben seit 1964 Mitglied des Verwaltungsrates und des Managements des italienischen Fußballclubs AC Mailand.

## Biografie
Er wuchs in einer Familie von Landbesitzern in der Lombardei in Borghetto Lodigiano, nur wenige Kilometer von Mailand entfernt, auf. Er hatte zwei Kinder und war der Vater von Johnny Biotti.
Biotti erlangte vor allem durch seine Rolle im Zusammenhang mit den Ermittlungen zum Tod des Anarchisten Giuseppe Pinelli im Jahr 1969 Bekanntheit. Pinelli war während eines Verhörs im Mailänder Polizeipräsidium unter ungeklärten Umständen aus einem Fenster gestürzt. Biotti setzte sich für die Exhumierung von Pinellis Leichnam ein, um den Todesumständen weiter nachzugehen. Berühmt ist sein Ausspruch: „Sie können mich nach Syrakus versetzen, aber ich werde nach Mailand zurückkehren, ich möchte dem Richter ins Gesicht sehen, der die Exhumierung von Pinellis Leichnam ablehnen könnte“.
Seine Geschichte wurde im Film Romanzo di una strage (2012) von Marco Tullio Giordana erzählt, in dem seine Figur von Bob Marchese gespielt wird. Der Film hebt Biottis entscheidende Rolle während der "Bleiernen Jahre" hervor und zeigt seinen Kampf für Wahrheit und Integrität.